# オープンソースデータベース技術者認定試験
オープンソースデータベース技術者認定試験（オープンソースデータベースぎじゅつしゃにんていしけん、OSS-DB Exam）とは、LPI-Japanが実施する日本独自の「オープンソースデータベース技術者」の認定試験である。試験内容はPostgreSQLを基準とした内容となっている（2011年7月現在）。

## 概要
オープンソースデータベース技術者認定試験は、特定非営利活動法人（NPO）であるLPI-Japanによって実施されているPostgreSQLを中心としたオープンソースデータベース技術者認定試験の名称。
オープンソースのデータベースソフトウェアのひとつであるPostgreSQLを基準の関係データベース管理システム (RDBMS) とした試験であり、PostgreSQLの技術者であることを認定する資格試験である。PostgreSQLに限定して、データベースの設計や運用といった基本技術から大規模運用まで見据えた技術力まで認定するとされている。
また、将来的にPostgreSQL以外のオープンソースデータベースへ、出題範囲を広げることが想定されている。

## 資格の種類
SilverとGoldの二段階を有する。Goldの取得には、Silverの合格が必要である。
OSS-DB Silver
PostgreSQLを利用したデータベースシステムの設計・開発・導入・運用ができる技術者であることを問う基本資格である。
OSS-DB Gold
PostgreSQLを利用した大規模データベースシステムの改善・運用管理・コンサルティングができる技術者であることを問う資格である。取得には、OSS-DB Silverの合格が必要である。

## 受験方法
試験はコンピュータベース（CBT）で提供されており、全国の「ピアソンVUE」のテストセンターで受験することが可能である。
再試験ポリシー
不合格の場合でも、一定期間を経過しなければ受験できないなどの規定はない。
有意性ポリシー
5年と定められている。資格を維持するためには、前回、合格してから5年間経過するまでに再度受験する必要がある。

## 沿革
- 2000年 7月 - 特定非営利活動法人エルピーアイジャパン (LPI-Japan) 設立
- 2011年 7月 - OSS-DB Examの配信を開始

## 関連資格
- HTML5プロフェッショナル認定試験
- Apache CloudStack技術者認定試験
- OpenStack技術者認定試験
- Linux Professional Institute Certification (LPIC)